# Johann Heinrich Cassebeer
Johann Heinrich Cassebeer (* 6. September 1784 in Gelnhausen; † 20. April 1850 in Biebergemünd) war Apotheker, Botaniker und Geologe sowie Landwirtschafts- und Weinbaufachmann, Politiker und bekannter Naturwissenschaftler. Sein offizielles botanisches Autorenkürzel lautet „Casseb.“

## Leben

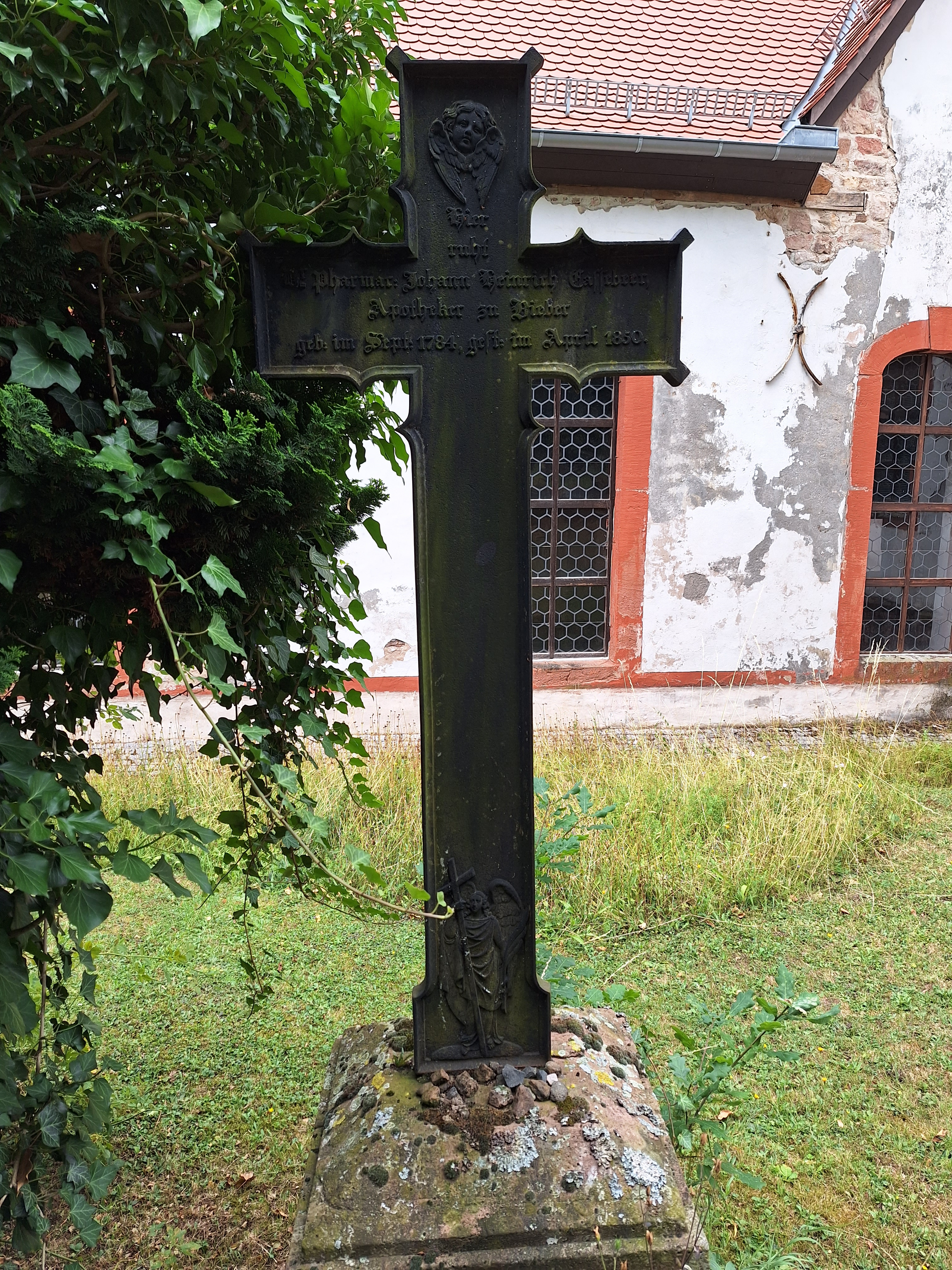
Grabmal von Johann Heinrich Cassebeer

Nach dem Besuch der städtischen Schule begann Johann Heinrich Cassebeer (um 1798) eine Lehre in der Einhornapotheke seines Vaters in Gelnhausen, danach arbeitete Cassebeer als Apothekengehilfe in Mainz, Salzwedel, Gandersheim und Berlin, wo er seine Gehilfenzeit abschloss. Dort widmete er sich besonders der Chemie und der Botanik.
Am 26. August 1809 heiratete Johann Heinrich Cassebeer in Gelnhausen Johanna Elisabetha Andreae, mit ihr hatte er 7 Kinder. Zwei seiner Söhne wurden ebenfalls Apotheker. Im Jahr 1830 gründete er und betrieb, neben der geerbten Apotheke in Gelnhausen, eine Filialapotheke in Biebergemünd-Bieber. Die Apotheke in Gelnhausen wurde kurze Zeit später, nach dem Tod seiner Frau, zusammen mit einer rentablen Spiritusfabrik, 1832 verkauft und Cassebeer zog nach Bieber um.
Er starb 1850 und wurde auf dem Totenhof der Laurentiuskirche (Bieber) in Bieber beigesetzt.

## Lebenswerk

### Politik
Cassebeer war nicht nur Apotheker, sondern engagierte sich auch politisch. Im Jahr 1814 wurde er Stadtrat und mehrmals ehrenamtlicher Bürgermeister von Gelnhausen. Cassebeer war darüber hinaus einige Jahre Landtagsabgeordneter seines Bezirks in Kassel. 1843 war er Mitglied der Stände für Hanau-Land.

### Naturwissenschaft
Cassebeer war in vielen naturwissenschaftlichen Gebieten tätig und korrespondierte mit zahlreichen renommierten Naturforschern seiner Zeit. Besondere Verdienste erwarb er sich in der Mineralogie und der Geologie. Besondere Aufmerksamkeit widmete Cassebeer den Kryptogamen des Vogelsbergs, der Wetterau und des Spessarts. Im beginnenden Niedergang des Weinbaus in Gelnhausen, initiierte er den Anbau von Edelkastanien.
Seine Forschungsergebnisse wurden nicht geschlossen publiziert, und sein wissenschaftlicher Nachlass ist nur teilweise erhalten. Cassebeer schrieb wissenschaftliche Artikel über verschiedene Sachgebiete und veröffentlichte ein Buch über die Entwicklung von Laubmoosen (1823). 1844 gab er, gemeinsam mit L. Pfeiffer eine „Übersicht der bisher in Kurhessen beobachteten wildwachsenden und eingebürgerten Pflanzen“ heraus (siehe Bibliografie).
Vor allem studierte er aber die blütenlosen Pflanzen (Kryptogame), wofür er mehrmals ausgezeichnet wurde, beispielsweise mit der Ehrendoktorwürde der Pharmazie der Universität Marburg. Cassebeer fertigte die ersten Bestandsaufnahmen der Landesnatur seiner Region, womit er insbesondere mit seinen botanischen und geowissenschaftlichen Beiträgen den Grundstein zu einer naturwissenschaftlichen Landeskunde des Nordspessarts legte.
Zum 300-jährigen Gründungsjubiläums der Universität Marburg 1827 wurde Cassebeer von der Medizinischen Fakultät der Ehrendoktor der Pharmazie verliehen.

### Vereinswesen
Cassebeer gilt als Mitbegründer der 1808 in Hanau ins Leben gerufenen Wetterauischen Gesellschaft für Naturkunde. 1834 wurde er auch Gründungsmitglied des Vereins für hessische Geschichte und Landeskunde in Kassel.

## Bibliografie
- Über die Entwickelung der Laubmoose, Johann Heinrich Cassebeer, Verlag der Hermannschen Buchhandlung, Frankfurt am Main, 1823
- Übersicht der bisher in Kurhessen beobachteten wildwachsenden und eingebürgerten Pflanzen, Erste Abteilung, Johann Heinrich Cassebeer und L. Pfeiffer, 1844